# 苏新专
苏新专，中华人民共和国教育部长江学者讲座教授，美国国立卫生研究院终身研究员，厦门大学教授，主要从事疟原虫遗传学和基因组学、宿主-疟原虫相互作用和分子信号传导等方面的研究工作。